# Хрулёв ручей
Хрулёв ручей — ручей, протекающий в пределах Вологды, известный ещё со времён основания города. В настоящее время ручей засыпан.

## Описание
Хрулёв ручей протекал по Верхнему Посаду, впадая в реку Вологду южнее Прибрежного микрорайона города Вологды. Он являлся северной границей вологодского Городища, в северо-западной части города, огибая Ленивую площадку.

## История
Хрулёв ручей известен ещё со времён основания Вологды. В XII—XIII веках город был укреплён свайным «острогом» и рвом, располагался в излучине реки Вологды, у устье Хрулёва ручья, который огибал холм с севера и запада, создавая естественную преграду для врага. Археологи планируют дополнить информацию о Хрулёвом ручье, сегодня здесь расположилась Пролетарская улица, поскольку в ходе археологических исследований в 2017—2018 гг. обнаружился богатый культурный слой «догрозненской эпохи».